# زنجیره طلایی
زنجیره طلایی (تاگالوگ: Kadenang Ginto) سریال تلویزیونی فیلیپین که از ۸ اکتبر ۲۰۱۸ توسط ABS-CBN پخش شده‌است.